# VK 36.01 (H)

Panzer VK 36.01, exakte Pläne sind nicht überliefert.

Der VK 36.01 (H) war ein experimenteller deutscher schwerer Panzer, der im Zweiten Weltkrieg entwickelt wurde.

## Namensgebung
Bei den Entwicklungsprojekten der deutschen Rüstungsindustrie und des Heereswaffenamtes war es im Zweiten Weltkrieg üblich „sprechende“ Projektbezeichnungen zu verwenden. Diese setzten sich aus verschiedenen Konstruktionsmerkmalen zusammen. Das „VK“ für „Versuchskonstruktion“, die „36“ für das angestrebte Gewicht und die „01“ für die erste von verschiedenen Varianten. Häufig findet man auch die vereinfachte Bezeichnung „VK 3601“. Weitere Projekte dieser Art sind in der Übersicht zum Vskfz. Nummernkreis einsehbar.

## Projektverlauf
Es wurden nur acht Fahrgestelle und ein kompletter Prototyp von Henschel produziert. Zu dieser Zeit wurde Henschel beauftragt, eine bahnbrechende Waffe zu entwickeln, die den aktuellen schweren Panzermodellen der Roten Armee ebenbürtig sein sollte. Andere experimentelle schwere Panzer und superschwere Panzer wurden von Henschel gebaut, entworfen und getestet. Die gewonnenen Erfahrungen aus dem VK 36.01 (H)-Projekt dienten als Grundlage für die Entwicklung des VK 45.01 (H), des Prototyps des Panzerkampfwagens VI „Tiger“. Der Gegenentwurf von Porsche ist als VK 45.01 (P) bekannt und wurde später für das Panzerprojekt Elefant weitergenutzt.